# Адріан Кристя
Адріан Кристя (рум. Adrian Cristea, нар. 30 листопада 1983, Ясси) — румунський футболіст, що грав на позиції півзахисника.
Виступав, зокрема, за клуб «Динамо» (Бухарест), а також національну збірну Румунії.
Володар Кубка Румунії. Дворазовий чемпіон Румунії.

## Клубна кар'єра
У дорослому футболі дебютував 2002 року виступами за команду «Політехніка» (Тімішоара), в якій провів два сезони, взявши участь у 65 матчах чемпіонату. 
Своєю грою за цю команду привернув увагу представників тренерського штабу клубу «Динамо» (Бухарест), до складу якого приєднався 2004 року. Відіграв за бухарестську команду наступні шість сезонів своєї ігрової кар'єри. Більшість часу, проведеного у складі бухарестського «Динамо», був основним гравцем команди. За цей час виборов титул чемпіона Румунії.
Згодом з 2010 по 2014 рік грав у складі команд «Університатя» (Клуж-Напока), «Петролул», «Стандард» (Льєж) та «Стяуа».
Завершив ігрову кар'єру у команді «Конкордія» (Кіажна), за яку виступав протягом 2014—2017 років.

## Виступи за збірну
У 2007 році дебютував в офіційних матчах у складі національної збірної Румунії.
У складі збірної був учасником чемпіонату Європи 2008 року в Австрії та Швейцарії.
Загалом протягом кар'єри в національній команді, яка тривала 5 років, провів у її формі 9 матчів.

## Титули і досягнення
- Володар Кубка Румунії (1):

«Динамо» (Бухарест): 2004-2005
- Володар Суперкубка Румунії (1):

«Динамо» (Бухарест): 2005
- Чемпіон Румунії (2):

«Динамо» (Бухарест): 2006-2007
«Стяуа»: 2013-2014